# Arsenura arcaei
Arsenura arcaei är en fjärilsart som beskrevs av Druce 1886. Arsenura arcaei ingår i släktet Arsenura och familjen påfågelsspinnare. Inga underarter finns listade i Catalogue of Life.